# Eurybia avita
Eurybia avita е вид растение от семейство Сложноцветни (Asteraceae). Видът е световно застрашен, със статут Уязвим.

## Описание
Достига на височина до 80 cm. Цветовете се появяват в края на лятото до началото на есента. Те са под формата на 3 до 15 цветни глави, всяка от които съдържа 8 – 20 бледосини, лилави или виолетови листа и 15 – 45 жълти цветчета.

## Разпространение
Видът е разпространен само в американските щати Джорджия, Южна Каролина и Северна Каролина.